# Agrotis furushonis
Agrotis furushonis är en fjärilsart som beskrevs av Matsumura 1925. Agrotis furushonis ingår i släktet Agrotis och familjen nattflyn. Inga underarter finns listade i Catalogue of Life.